# HP-GL
HP-GL または HPGL とは、ヒューレット・パッカードのプロッタで使われていた初期のプリンタ制御言語である。Hewlett-Packard Graphics Language の略。後に、ほとんどすべてのプロッタの標準となった。なおプロッタメーカー独自の拡張仕様も存在する。
2文字のコードとオプションパラメータからなる。たとえば、次のような文字列を送れば、ページに円弧が描かれる。
AA100,100,50;
これは、Arc Absolute （絶対位置の円弧）を意味し、ページの (100,100) を中心座標とする円弧を現在のペン位置から反時計周りに50度描く。4番目のオプションパラメータ（この例では使っていない）は円弧の分解能で、デフォルトは5度である。
典型的な HP-GL ファイルでは、いくつかのセットアップコマンドで始まり、一連の長いグラフィックスコマンドが続く。たとえば次のようになる。最後のセミコロン記号は区切り文字で、コマンドの区切りを示す。
| コマンド                   | 意味                                                                            |
| -------------------------- | ------------------------------------------------------------------------------- |
| IN;                        | 初期化して、プロット処理を開始                                                  |
| IP;                        | 初期位置（原点）の設定。ここではデフォルトの (0,0)                              |
| SC0,100,0,100;             | ページの X と Y の両方向へ 0-100 のスケールとする                               |
| SP1;                       | ペン 1 を選択                                                                   |
| PU0,0;                     | 次の動作に備えてペンを開始位置に移動                                            |
| PD100,0,100,100,0,100,0,0; | ペンを下げて指定座標へ移動（ページの周囲に四角形を描く）                        |
| PU50,50;                   | ペンを上げて (50,50) へ移動                                                     |
| CI25;                      | 半径 25 の円を描く                                                              |
| SS;                        | 標準フォントを選択                                                              |
| DT*,1;                     | テキストの区切りをアスタリスクに設定し、それを印刷させない（ 1 は「真」の意味） |
| PU20,80;                   | ペンを上げて (20,80) へ移動                                                     |
| LBHello World*;            | 文字を描く                                                                      |

座標系は、それらのプロッタのうちの1つがサポートできる最小単位に基づき、25 µm （つまり 1/40mm、1/1016インチ）に定められた。座標空間は正または負の浮動小数点数で、厳密には±230である。座標原点は小型プロッタにおいて盤面の左下、大型プロッタ（HP-GL II）において盤面の中央にある。

## マニュアル
- Hewlet-Packard Company (1996) (英語) (PDF). The HP-GL/2 and HP RTL Reference Guide - AHandbook for Program Developers (2nd ed.). Barselora, spain: Addison-Wesley. ISBN 0-201-63325-6. HP Part number: 5961-3526.
- Hewlet-Packard Company (1997) (英語). The HP-GL/2 and HP RTL Reference Guide - AHandbook for Program Developers (3rd ed.). Reading, Mass.: Addison-Wesley. ISBN 0-201-31014-7. NCID BA37680992.